# Cantonul Pont-l'Évêque
Cantonul Pont-l'Évêque este un canton din arondismentul Lisieux, departamentul Calvados, regiunea Basse-Normandie, Franța.

## Comune
| Comune                      | Populație (1999) | Cod poștal | Cod INSEE |
| --------------------------- | ---------------- | ---------- | --------- |
| Beaumont-en-Auge            | ...              | 14950      | 14055     |
| Bonneville-sur-Touques      | ...              | 14800      | 14086     |
| Canapville                  | ...              | 14800      | 14131     |
| Clarbec                     | ...              | 14130      | 14161     |
| Coudray-Rabut               | ...              | 14130      | 14185     |
| Drubec                      | ...              | 14130      | 14230     |
| Englesqueville-en-Auge      | ...              | 14800      | 14238     |
| Glanville                   | ...              | 14950      | 14302     |
| Pierrefitte-en-Auge         | ...              | 14130      | 14500     |
| Pont-l'Évêque               | ...              | 14130      | 14514     |
| Reux                        | ...              | 14130      | 14534     |
| Saint-Benoît-d'Hébertot     | ...              | 14130      | 14563     |
| Saint-Étienne-la-Thillaye   | ...              | 14950      | 14575     |
| Saint-Hymer                 | ...              | 14130      | 14593     |
| Saint-Julien-sur-Calonne    | ...              | 14130      | 14601     |
| Saint-Martin-aux-Chartrains | ...              | 14130      | 14620     |
| Surville                    | ...              | 14130      | 14682     |
| Tourville-en-Auge           | ...              | 14130      | 14706     |
| Vauville                    | ...              | 14800      | 14731     |
| Vieux-Bourg                 | ...              | 14130      | 14748     |